# Chrysopogon dialeucus
Chrysopogon dialeucus là một loài ruồi trong họ Asilidae. Chrysopogon dialeucus được Clements miêu tả năm 1985. Loài này phân bố ở miền Australasia.